# Лауреати Державної премії України в галузі науки і техніки (1976)
Державна премія України в галузі науки і техніки — лауреати 1976 року.
На підставі подання Комітету з Державних премій України в галузі науки і техніки Центральний Комітет Компартії України і Рада Міністрів Української РСР видали Постанову № 556 від 14 грудня 1976 р. «Про присудження Державних премій України в галузі науки і техніки 1976 року»

## Лауреати Державної премії України в галузі науки і техніки 1976 року
| Премійована робота | Лауреати                                  | Коротко про лауреата |
| --- | ----------------------------------------- | --- |
| Підручник «Техническая эксплуатация автомобилей», опублікований у 1971 році /видання друге/ | Несвітський Яків Іванович (посмертно)     | доктор технічних наук, професор |
| Створення, організація великосерійного виробництва і експлуатацію траулерів-сейнерів проекту 502 ЕМ | Байбаков Олександр Борисович              | (посмертно) |
| Створення, організація великосерійного виробництва і експлуатацію траулерів-сейнерів проекту 502 ЕМ | Сичов Борис Михайлович                    | головний інженер Центрального конструкторського бюро «Ленінська кузня»                                                                                                   |
| Створення, організація великосерійного виробництва і експлуатацію траулерів-сейнерів проекту 502 ЕМ | Якшин Микола Олексійович                  | головний конструктор Центрального конструкторського бюро «Ленінська кузня»                                                                                               |
| Створення, організація великосерійного виробництва і експлуатацію траулерів-сейнерів проекту 502 ЕМ | Бондаренко Олександр Сергійович           | головний інженер Головного управління Міністерства суднобудівної промисловості                                                                                           |
| Створення, організація великосерійного виробництва і експлуатацію траулерів-сейнерів проекту 502 ЕМ | Мамченко Всеволод Миколайович             | кандидат технічних наук, директор Миколаївського філіалу Центрального науково-дослідного інституту технології суднобудування                                             |
| Створення, організація великосерійного виробництва і експлуатацію траулерів-сейнерів проекту 502 ЕМ | Казимиров Олександр Андрійович            | кандидат технічних наук, старший науковий співробітник, заступник директора Інституту електрозварювання імені Є. О. Патона Академії наук УРСР                            |
| Створення, організація великосерійного виробництва і експлуатацію траулерів-сейнерів проекту 502 ЕМ | Марцинчик Георгій Тимофійович             | начальник цеху заводу «Ленінська кузня» |
| Створення, організація великосерійного виробництва і експлуатацію траулерів-сейнерів проекту 502 ЕМ | Кононенко Володимир Никифорович           | головний технолог заводу «Ленінська кузня» |
| Створення, організація великосерійного виробництва і експлуатацію траулерів-сейнерів проекту 502 ЕМ | Харченко Іван Петрович                    | директор заводу «Ленінська кузня» |
| Створення, організація великосерійного виробництва і експлуатацію траулерів-сейнерів проекту 502 ЕМ | Сопряжинський Вадим Михайлович            | головний інженер заводу «Ленінська кузня» |
| Розробка та впровадження прогресивної технології монтажно-зварювальних робіт і комплексної механізації для зведення металоконструкцій найбільшої в світі доменної печі № 9 Криворізького металургійного заводу імені В. І. Леніна | Лебедєв Анатолій Миколайович              | начальник Львівського спеціалізованого управління тресту «Центростальконструкція»                                                                                        |
| Розробка та впровадження прогресивної технології монтажно-зварювальних робіт і комплексної механізації для зведення металоконструкцій найбільшої в світі доменної печі № 9 Криворізького металургійного заводу імені В. І. Леніна | Соколенко Микола Іванович                 | бригадир слюсарів-монтажників заводу металоконструкцій імені Бабушкіна                                                                                                   |
| Розробка та впровадження прогресивної технології монтажно-зварювальних робіт і комплексної механізації для зведення металоконструкцій найбільшої в світі доменної печі № 9 Криворізького металургійного заводу імені В. І. Леніна | Васильченко Володимир Трохимович          | заступник головного конструктора заводу металоконструкцій імені Бабушкіна                                                                                                |
| Розробка та впровадження прогресивної технології монтажно-зварювальних робіт і комплексної механізації для зведення металоконструкцій найбільшої в світі доменної печі № 9 Криворізького металургійного заводу імені В. І. Леніна | Рось Валентин Петрович                    | головний спеціаліст Дніпропетровського відділу інституту «Укрмонтажоргбуд»                                                                                               |
| Розробка та впровадження прогресивної технології монтажно-зварювальних робіт і комплексної механізації для зведення металоконструкцій найбільшої в світі доменної печі № 9 Криворізького металургійного заводу імені В. І. Леніна | Гуревич Еммануїл Ісаакович                | завідувач відділом Проектно-конструкторського бюро республіканського промислового об'єднання «Укрстальконструкція»                                                       |
| Розробка та впровадження прогресивної технології монтажно-зварювальних робіт і комплексної механізації для зведення металоконструкцій найбільшої в світі доменної печі № 9 Криворізького металургійного заводу імені В. І. Леніна | Безпалов Володимир Іванович               | бригадир монтажників спецуправління тресту «Криворіжстальконструкція» |
| Розробка та впровадження прогресивної технології монтажно-зварювальних робіт і комплексної механізації для зведення металоконструкцій найбільшої в світі доменної печі № 9 Криворізького металургійного заводу імені В. І. Леніна | Соловйов Федор Адамович                   | головний технолог тресту «Криворіжстальконструкція» |
| Розробка та впровадження прогресивної технології монтажно-зварювальних робіт і комплексної механізації для зведення металоконструкцій найбільшої в світі доменної печі № 9 Криворізького металургійного заводу імені В. І. Леніна | Сосновський Володимир Яковлевич           | завідувач сектором Інституту електрозварювання імені Є. О. Патона Академії наук УРСР                                                                                     |
| Розробка та впровадження прогресивної технології монтажно-зварювальних робіт і комплексної механізації для зведення металоконструкцій найбільшої в світі доменної печі № 9 Криворізького металургійного заводу імені В. І. Леніна | Лебедєв Борис Федорович                   | доктор технічних наук, старший науковий співробітник, завідувач відділом Інституту електрозварювання імені Є. О. Патона Академії наук УРСР                               |
| Розробка та впровадження прогресивної технології монтажно-зварювальних робіт і комплексної механізації для зведення металоконструкцій найбільшої в світі доменної печі № 9 Криворізького металургійного заводу імені В. І. Леніна | Багратуні Георгій Рубенович               | Міністр монтажних і спеціальних будівельних робіт УРСР |
| Розробка та впровадження способу подолання газового бар'єру, який забезпечує на багатогазових шахтах навантаження на лаву понад 1000 тонн за добу /засобами вентиляції/                                                           | Дудка Микола Тимофійович                  | начальник дільниці шахти імені В. М. Бажанова комбінату «Макіїввугілля»                                                                                                  |
| Розробка та впровадження способу подолання газового бар'єру, який забезпечує на багатогазових шахтах навантаження на лаву понад 1000 тонн за добу /засобами вентиляції/                                                           | Радіонов Петро Іванович                   | заступник директора Донецького виробничого об'єднання по видобутку вугілля                                                                                               |
| Розробка та впровадження способу подолання газового бар'єру, який забезпечує на багатогазових шахтах навантаження на лаву понад 1000 тонн за добу /засобами вентиляції/                                                           | Цурпало Геннадій Михайлович               | головний інженер Донецького державного інституту по проектуванню шахт "Дондіпрошахт                                                                                      |
| Розробка та впровадження способу подолання газового бар'єру, який забезпечує на багатогазових шахтах навантаження на лаву понад 1000 тонн за добу /засобами вентиляції/                                                           | Драніцин Євген Семенович                  | старший науковий співробітник Донецького науково-дослідного вугільного інституту /ДонВУГІ/                                                                               |
| Розробка та впровадження способу подолання газового бар'єру, який забезпечує на багатогазових шахтах навантаження на лаву понад 1000 тонн за добу /засобами вентиляції/                                                           | Патрушев Михайло Олексійович              | кандидат технічних наук, доцент, старший науковий співробітник Донецького науково-дослідного вугільного інституту /ДонВУГІ/                                              |
| Розробка та впровадження способу подолання газового бар'єру, який забезпечує на багатогазових шахтах навантаження на лаву понад 1000 тонн за добу /засобами вентиляції/                                                           | Карпов Олексій Михайлович                 | кандидат технічних наук, професор, старший науковий співробітник-консультант Донецького науково-дослідного вугільного інституту /ДонВУГІ/                                |
| Розробка та впровадження способу подолання газового бар'єру, який забезпечує на багатогазових шахтах навантаження на лаву понад 1000 тонн за добу /засобами вентиляції/                                                           | Грецінгер Борис Євгенович                 | доктор технічних наук, старший науковий співробітник Інституту геотехнічної механіки Академії наук УРСР                                                                  |
| Розробка та впровадження способу подолання газового бар'єру, який забезпечує на багатогазових шахтах навантаження на лаву понад 1000 тонн за добу /засобами вентиляції/                                                           | Галушко Костянтин Петрович                | заступник начальника управління Міністерства вугільної промисловості УРСР                                                                                                |
| Розробка та впровадження способу подолання газового бар'єру, який забезпечує на багатогазових шахтах навантаження на лаву понад 1000 тонн за добу /засобами вентиляції/                                                           | Возіянов Олександр Федорович              | кандидат технічних наук, старший науковий співробітнику, завідувач відділом Донецького науково-дослідного вугільного інституту /ДонВУГІ/                                 |
| Розробка та впровадження способу подолання газового бар'єру, який забезпечує на багатогазових шахтах навантаження на лаву понад 1000 тонн за добу /засобами вентиляції/                                                           | Абрамов Федір Олексійович                 | член-кореспондент Академії наук УРСР, завідувач відділом Інституту геотехнічної механіки Академії наук УРСР                                                              |
| Створення та промислове впровадження нової технології і високоефективних збірно-зварювальних комплексів для серійного виробництва металевих конструкцій з уніфікованих елементів                                                  | Мартинов Євген Петрович                   | начальник цеху Коломенського тепловозобудівного заводу імені В. В. Куйбишева                                                                                             |
| Створення та промислове впровадження нової технології і високоефективних збірно-зварювальних комплексів для серійного виробництва металевих конструкцій з уніфікованих елементів                                                  | Ентін Яків Борисович                      | заступник головного зварника Коломенського тепловозобудівного заводу імені В. В. Куйбишева                                                                               |
| Створення та промислове впровадження нової технології і високоефективних збірно-зварювальних комплексів для серійного виробництва металевих конструкцій з уніфікованих елементів                                                  | Філіппов Олександр Миколайович            | головний зварник Коломенського тепловозобудівного заводу імені В. В. Куйбишева                                                                                           |
| Створення та промислове впровадження нової технології і високоефективних збірно-зварювальних комплексів для серійного виробництва металевих конструкцій з уніфікованих елементів                                                  | Кравченко Леонід Григорович               | доцент, заступник директора Всесоюзного науково-дослідного проектно-конструкторського і технологічного інституту трансформаторобудування                                 |
| Створення та промислове впровадження нової технології і високоефективних збірно-зварювальних комплексів для серійного виробництва металевих конструкцій з уніфікованих елементів                                                  | Постолатій Микола Іванович                | завідувач сектором філіалу дослідно-конструкторського бюро Інституту електрозварювання імені Є. О. Патона Академії наук УРСР                                             |
| Створення та промислове впровадження нової технології і високоефективних збірно-зварювальних комплексів для серійного виробництва металевих конструкцій з уніфікованих елементів                                                  | Тишура Володимир Іванович                 | головний конструктор проекту дослідно-конструкторського бюро Інституту електрозварювання імені Є. О. Патона Академії наук УРСР                                           |
| Створення та промислове впровадження нової технології і високоефективних збірно-зварювальних комплексів для серійного виробництва металевих конструкцій з уніфікованих елементів                                                  | Чередничок Віталій Тимофійович            | кандидат технічних наук, старший науковий співробітник Інституту електрозварювання імені Є. О. Патона Академії наук УРСР                                                 |
| Створення та промислове впровадження нової технології і високоефективних збірно-зварювальних комплексів для серійного виробництва металевих конструкцій з уніфікованих елементів                                                  | Черненко Іван Олексійович                 | кандидат технічних наук, старший науковий співробітник Інституту електрозварювання імені Є. О. Патона Академії наук УРСР                                                 |
| Створення та промислове впровадження нової технології і високоефективних збірно-зварювальних комплексів для серійного виробництва металевих конструкцій з уніфікованих елементів                                                  | Кучук-Яценко Сергій Іванович              | доктор технічних наук, старший науковий співробітник, керівник лабораторії Інституту електрозварювання імені Є. О. Патона Академії наук УРСР                             |
| Створення та промислове впровадження нової технології і високоефективних збірно-зварювальних комплексів для серійного виробництва металевих конструкцій з уніфікованих елементів                                                  | Лебедєв Володимир Костянтинович           | академік Академії наук УРСР, заступник директора Інституту електрозварювання імені Є. О. Патона Академії наук УРСР                                                       |
| Розробка та впровадження комплексу апаратури для електрофізіологічних досліджень | Поляк Рувін Вольфович                     | інженер Дослідно-конструкторського виробництва Інституту фізіології імені О. О. Богомольця Академії наук УРСР                                                            |
| Розробка та впровадження комплексу апаратури для електрофізіологічних досліджень | Грушевський Борис Захарович               | начальник відділу Дослідно-конструкторського виробництва Інституту фізіології імені О. О. Богомольця Академії наук УРСР                                                  |
| Розробка та впровадження комплексу апаратури для електрофізіологічних досліджень | Патиченко Олександр Сергійович            | головний технолог Дослідно-конструкторського виробництва Інституту фізіології імені О. О. Богомольця Академії наук УРСР                                                  |
| Розробка та впровадження комплексу апаратури для електрофізіологічних досліджень | Мінцис Олександр Михайлович               | головний конструктор Дослідно-конструкторського виробництва Інституту фізіології імені О. О. Богомольця Академії наук УРСР                                               |
| Розробка та впровадження комплексу апаратури для електрофізіологічних досліджень | Філякін Микола Іванович                   | начальник Дослідно-конструкторського виробництва Інституту фізіології імені О. О. Богомольця Академії наук УРСР                                                          |
| Розробка та впровадження комплексу апаратури для електрофізіологічних досліджень | Преображенський Микола Миколайович        | кандидат ветеринарних наук, старший науковий співробітник, керівник лабораторії Інституту фізіології імені О. О. Богомольця Академії наук УРСР                           |
| Розробка та впровадження комплексу апаратури для електрофізіологічних досліджень | П'ятигорський Беньямін Якович             | кандидат біологічних наук, старший науковий співробітник, керівник лабораторії Інституту фізіології імені О. О. Богомольця Академії наук УРСР                            |
| Розробка та впровадження комплексу апаратури для електрофізіологічних досліджень | Ліманський Юрій Петрович                  | доктор біологічних наук, старший науковий співробітник, заступник директора Інституту фізіології імені О. О. Богомольця Академії наук УРСР                               |
| Розробка та впровадження комплексу апаратури для електрофізіологічних досліджень | Костюк Платон Григорович                  | академік, директор Інституту фізіології імені О. О. Богомольця Академії наук УРСР, керівник роботи                                                                       |
| Створення, впровадження в серійне виробництво і експлуатацію пасажирського літака АН-24, його варіантів і модифікацій | Чуйко Віктор Михайлович                   | кандидат технічних наук, заступник головного конструктора запорізького виробничого об'єднання «Моторобудівник» імені 50-річчя Великої Жовтневої соціалістичної революції |
| Створення, впровадження в серійне виробництво і експлуатацію пасажирського літака АН-24, його варіантів і модифікацій | Хуповка Віктор Петрович                   | головний технолог запорізького виробничого об'єднання «Моторобудівник» імені 50-річчя Великої Жовтневої соціалістичної революції                                         |
| Створення, впровадження в серійне виробництво і експлуатацію пасажирського літака АН-24, його варіантів і модифікацій | Розумовський Іван Степанович              | заступник Міністра цивільної авіації |
| Створення, впровадження в серійне виробництво і експлуатацію пасажирського літака АН-24, його варіантів і модифікацій | Горяшко Олексій Маркіянович               | начальник Українського управління цивільної авіації |
| Створення, впровадження в серійне виробництво і експлуатацію пасажирського літака АН-24, його варіантів і модифікацій | Шиврін Антон Ігнатович                    | провідний конструктор Київського авіаційного виробничого об'єднання імені 50-річчя Жовтня                                                                                |
| Створення, впровадження в серійне виробництво і експлуатацію пасажирського літака АН-24, його варіантів і модифікацій | Голобородько Ярослав Дмитрович            | заступник головного конструктора Київського авіаційного виробничого об'єднання імені 50-річчя Жовтня                                                                     |
| Створення, впровадження в серійне виробництво і експлуатацію пасажирського літака АН-24, його варіантів і модифікацій | Гарвардт Віктор Олександрович             | заступник головного конструктора Київського авіаційного виробничого об'єднання імені 50-річчя Жовтня                                                                     |
| Створення, впровадження в серійне виробництво і експлуатацію пасажирського літака АН-24, його варіантів і модифікацій | Олешко Василь Григорович                  | головний інженер Київського авіаційного виробничого об'єднання імені 50-річчя Жовтня                                                                                     |
| Створення, впровадження в серійне виробництво і експлуатацію пасажирського літака АН-24, його варіантів і модифікацій | Антонов Олег Костянтинович                | академік Академії наук УРСР, керівник роботи |
| Створення, впровадження в серійне виробництво і експлуатацію пасажирського літака АН-24, його варіантів і модифікацій | Степанченко Василь Олексійович            | кандидат технічних наук, директор Київського авіаційного виробничого об'єднання імені 50-річчя Жовтня                                                                    |
| Розробка та освоєння в серійному виробництві керуючого обчислювального комплексу М-4030 | Козмідіаді Володимир Олександрович        | кандидат технічних наук, завідувач відділом Інституту електронних керуючих машин                                                                                         |
| Розробка та освоєння в серійному виробництві керуючого обчислювального комплексу М-4030 | Ландау Ігор Якович                        | кандидат технічних наук, старший науковий співробітник, завідувач відділом Інституту електронних керуючих машин                                                          |
| Розробка та освоєння в серійному виробництві керуючого обчислювального комплексу М-4030 | Наумов Борис Миколайович                  | доктор технічних наук, професор, директор Інституту електронних керуючих машин                                                                                           |
| Розробка та освоєння в серійному виробництві керуючого обчислювального комплексу М-4030 | Мельниченко Анатолій Григорович           | начальник цеху Спеціального конструкторського бюро по електронних обчислювальних і керуючих машинах                                                                      |
| Розробка та освоєння в серійному виробництві керуючого обчислювального комплексу М-4030 | Харитонов Василь Наумович                 | начальник відділу Спеціального конструкторського бюро по електронних обчислювальних і керуючих машинах                                                                   |
| Розробка та освоєння в серійному виробництві керуючого обчислювального комплексу М-4030 | Афанасьєв Вілі Антонович                  | головний інженер Спеціального конструкторського бюро по електронних обчислювальних і керуючих машинах                                                                    |
| Розробка та освоєння в серійному виробництві керуючого обчислювального комплексу М-4030 | Сакаєв Едуард Ізмайлович                  | начальник Спеціального конструкторського бюро по електронних обчислювальних і керуючих машинах                                                                           |
| Розробка та освоєння в серійному виробництві керуючого обчислювального комплексу М-4030 | Ожиганов Юрій Михайлович                  | завідувач відділом Науково-дослідного і конструкторського інституту периферійного обладнання                                                                             |
| Розробка та освоєння в серійному виробництві керуючого обчислювального комплексу М-4030 | Забара Станіслав Сергійович               | кандидат технічних наук, заступник директора Науково-дослідного і конструкторського інституту периферійного обладнання                                                   |
| Розробка та освоєння в серійному виробництві керуючого обчислювального комплексу М-4030 | Незабитовський Аполінарій Федорович       | генеральний директор київського виробничого об'єднання «Електронмаш» |
| Робота «Система автоматичного контролю якості деталей авіаційних газотурбінних двигунів» | Одинокий Артур Савелійович                | начальник відділу виробничого об'єднання «Завод Арсенал» |
| Робота «Система автоматичного контролю якості деталей авіаційних газотурбінних двигунів» | Лісничий Сергій Кіндратович               | завідувач відділом Спеціального конструкторського бюро математичних машин і систем Інституту кібернетики Академії наук УРСР                                              |
| Робота «Система автоматичного контролю якості деталей авіаційних газотурбінних двигунів» | Корнієнко Григорій Іванович               | кандидат технічних наук, заступник директора Спеціального конструкторського бюро математичних машин і систем Інституту кібернетики Академії наук УРСР                    |
| Робота «Система автоматичного контролю якості деталей авіаційних газотурбінних двигунів» | Мітулинський Юрій Тарасович               | директор Спеціального конструкторського бюро математичних машин і систем Інституту кібернетики Академії наук УРСР                                                        |
| Робота «Система автоматичного контролю якості деталей авіаційних газотурбінних двигунів» | Шаботенко Анатолій Григорович             | кандидат технічних наук, заступник головного технолога Запорізького виробничого об'єднання «Моторобудівник» імені 50-річчя Великої Жовтневої соціалістичної революції    |
| Робота «Система автоматичного контролю якості деталей авіаційних газотурбінних двигунів» | Бондар Олександр Гнатович                 | кандидат технічних наук, начальник відділу Запорізького виробничого об'єднання «Моторобудівник» імені 50-річчя Великої Жовтневої соціалістичної революції                |
| Робота «Система автоматичного контролю якості деталей авіаційних газотурбінних двигунів» | Омельченко Василь Іванович                | кандидат технічних наук, генеральний директор Запорізького виробничого об'єднання «Моторобудівник» імені 50-річчя Великої Жовтневої соціалістичної революції             |
| Монографія в трьох томах «Вредители сельскохозяйственных культур и лесных насаждений», опублікована в 1973—1975 роках | Костюк Юрій Олексійович                   | Інститут зоології Академії наук УРСР |
| Монографія в трьох томах «Вредители сельскохозяйственных культур и лесных насаждений», опублікована в 1973—1975 роках | Долін Володимир Гдаліч                    | доктор біологічних наук, старший науковий співробітник |
| Монографія в трьох томах «Вредители сельскохозяйственных культур и лесных насаждений», опублікована в 1973—1975 роках | Мамонтова Віра Олексіївна                 | кандидат біологічних наук, старший науковий співробітник Інституту зоології Академії наук УРСР                                                                           |
| Монографія в трьох томах «Вредители сельскохозяйственных культур и лесных насаждений», опублікована в 1973—1975 роках | Петруха Остап Йосипович                   | доктор біологічних наук, старший науковий співробітник, завідувач відділом Всесоюзного науково-дослідного Інституту цукрових буряків                                     |
| Монографія в трьох томах «Вредители сельскохозяйственных культур и лесных насаждений», опублікована в 1973—1975 роках | Лівшиц Іссахар Зельманович                | доктор біологічних наук, професор, завідувач відділом Державного Нікітського ботанічного саду                                                                            |
| Монографія в трьох томах «Вредители сельскохозяйственных культур и лесных насаждений», опублікована в 1973—1975 роках | Кришталь Олександр Пилипович              | доктор біологічних наук, професор, завідувач кафедрою Київського державного університету імені Т. Г. Шевченка                                                            |
| Монографія в трьох томах «Вредители сельскохозяйственных культур и лесных насаждений», опублікована в 1973—1975 роках | Васильєв Вадим Петрович                   | академік Академії наук УРСР, директор Українського науково-дослідного інституту захисту рослин, керівник роботи                                                          |
| Робота "Стратиграфія УРСР", томи ІІ-ХІ, опубліковану в І968-І975 роках. | Лапчик Фекла Юхимівна                     | кандидат геолого-мінералогічних наук, старший науковий співробітник Інституту геологічних наук Академії наук УРСР                                                        |
| Робота "Стратиграфія УРСР", томи ІІ-ХІ, опубліковану в І968-І975 роках. | Шульга Пелагея Луківна                    | доктор геолого-мінералогічних наук, старший науковий співробітник Інституту геологічних наук Академії наук УРСР                                                          |
| Робота "Стратиграфія УРСР", томи ІІ-ХІ, опубліковану в І968-І975 роках. | Сябряй Володимир Терентійович             | доктор геолого-мінералогічних наук, старший науковий співробітник Інституту геологічних наук Академії наук УРСР                                                          |
| Робота "Стратиграфія УРСР", томи ІІ-ХІ, опубліковану в І968-І975 роках. | Молявко Григорій Іванович                 | доктор геолого-мінералогічних наук, професор, старший науковий співробітник Інституту геологічних наук Академії наук УРСР                                                |
| Робота "Стратиграфія УРСР", томи ІІ-ХІ, опубліковану в І968-І975 роках. | Каптаренко-Чорноусова Ольга Костянтинівна | доктор геолого-мінералогічних наук, професор, старший науковий співробітник Інституту геологічних наук Академії наук УРСР                                                |
| Робота "Стратиграфія УРСР", томи ІІ-ХІ, опубліковану в І968-І975 роках. | Крашеніннікова Ольга Володимирівна        | кандидат геолого-мінералогічних наук, старший науковий співробітник, завідуючий відділом Інституту геологічних наук Академії наук УРСР                                   |
| Робота "Стратиграфія УРСР", томи ІІ-ХІ, опубліковану в І968-І975 роках. | Ямниченко Іван Мусійович                  | доктор геолого-мінералогічних наук, старший науковий співробітник, завідуючий відділом Інституту геологічних наук Академії наук УРСР                                     |
| Робота "Стратиграфія УРСР", томи ІІ-ХІ, опубліковану в І968-І975 роках. | Айзенверг Давид Єфремович                 | доктор геолого-мінералогічних наук, старший науковий співробітник, завідуючий відділом Інституту геологічних наук Академії наук УРСР                                     |
| Робота "Стратиграфія УРСР", томи ІІ-ХІ, опубліковану в І968-І975 роках. | Дідковський Валентин Яковлевич            | член-кореспондент Академії наук УРСР, директор Інституту геологічних наук Академії наук УРСР                                                                             |
| Робота "Стратиграфія УРСР", томи ІІ-ХІ, опубліковану в І968-І975 роках. | Бондарчук Володимир Гаврилович            | академік Академії наук УРСР, завідуючий відділом Інституту геологічних наук Академії наук УРСР                                                                           |